# Italiensk hare
Italiensk hare (Lepus corsicanus) är en däggdjursart som beskrevs av de Winton 1898. Lepus corsicanus ingår i släktet harar, och familjen harar och kaniner. IUCN kategoriserar arten globalt som sårbar. Inga underarter finns listade.

## Utseende
Arten når en kroppslängd av 55 till 61 cm och den väger i genomsnitt 2,2 kg. I pälsfärgen påminner den om fältharen men den är lite mer rödaktig. De cirka 11 cm långa öron har en svart spets och framför varje öra finns en orangebrun fläck. Italiensk hare har stora bruna ögon. Vid framtassarna förekommer fem fingrar och vid bakfötterna fyra tår. De fyra framtänderna i överkäken saknar rötter. Artens tandformel är I 2/1, C 0/0, P 3/2, M 3/3, alltså 28 tänder i hela tanduppsättningen.

## Utbredning
Denna hare förekommer i centrala och södra Italien samt på Sicilien. Arten introducerades dessutom på Korsika. I bergstrakter hittas haren upp till 2400 meter över havet. Habitatet utgörs av det för Italien typiska mosaik av jordbruksmark som omges av häck eller mindre trädansamlingar. Haren förekommer även i större sanddyn vid kusten.

## Ekologi
Under våren och sommaren äter italiensk hare gräs och kransblommiga växter. Växter som äts hela året är enhjärtbladiga växter, halvgräs, tågväxter, ärtväxter och korgblommiga växter.
Vuxna exemplar träffas endast för parningen och de lever annars ensam. Som andra släktmedlemmar är italiensk hare nattaktiv. Den kan över korta sträckor nå en hastighet av 80 km/h och över längre sträckor en hastighet av 50 km/h. Fortplantningstiden sträcker sig från januari till början av oktober. Under denna tid har honor vanligen 3 till 4 kullar och ibland 5 kullar. Efter 41 eller 42 dagar dräktighet föds upp till fem ungar per kull. Honor blir direkt efter ungarnas födelse brunstiga. Ungarnas utveckling antas vara liksom hos fältharen.